# C/2017 K2 (PANSTARRS)
C/2017 K2 (PANSTARRS) — непериодическая комета с гиперболической орбитой, открытая в мае 2017 года на расстоянии 16,09 а.е. от Солнца за орбитой Сатурна. Также была обнаружена на изображениях, полученных в июле 2013 года. С июля 2007 года находится в направлении созвездия Дракона. По состоянию на апрель 2018 года неопределённость расстояния от Солнца до кометы уровня значимости 3σ равнялась ±30000 км.
Наблюдения на телескопе Канада-Франция-Гавайи позволили получить оценку радиуса ядра кометы от 14 до 80 км, в соответствии с которой ядро может быть таким же крупным, как и у кометы C/1995 O1. Однако наблюдения, проведённые на телескопе Хаббл, привели к оценке диаметра менее 18 км.
Вблизи 6 июля 2022 года комета пересечёт небесный экватор для земного наблюдателя, а вблизи 14 июля 2022 года она пройдёт на расстоянии 1,8 а.е. от Земли.  Комета пройдёт перигелий приблизительно 19 декабря 2022 года и будет находиться вблизи орбиты Марса.

Траектория кометы C/2017 K2 на земном небе